# Tabuleiros do Alto Parnaíba
A região Tabuleiros do Alto Parnaíba é uma dos doze Territórios de Desenvolvimento do Piauí, regiões criadas pela Lei Complementar Nº 87/2007 e ratificadas pela Lei 6.967/2017 , em que se dividem o estado para fins de planejamento político/administrativo e implementação de projetos intermunicipais entre localidades dentro do mesmo polo, além de fornecer dois assentos para os Conselhos do Governo do Piauí..

## Municípios
Municipalidades listadas em ordem alfabética:
- Antônio Almeida
- Baixa Grande do Ribeiro
- Bertolínia
- Canavieira
- Guadalupe
- Jerumenha
- Landri Sales
- Marcos Parente
- Porto Alegre do Piauí
- Ribeiro Gonçalves
- Sebastião Leal
- Uruçuí

Os municípios deste território se localizam em várias regiões geográficas intermediárias, utilizada para fins estatísticos do IBGE, incluindo todos os integrantes da Região Geográfica Imediata de Uruçuí e parte da Região Geográfica Imediata de Floriano e no passado estavam distribuídas em três microrregiôes: Alto Parnaíba Piauiense, Bertolínia e Floriano. .